# Will Smith (giocatore di baseball 1995)
William Dills Smith, detto Will (Louisville, 28 marzo 1995), è un giocatore di baseball statunitense che gioca nel ruolo di ricevitore per i Los Angeles Dodgers della Major League Baseball (MLB).

## Carriera

### Inizi
Smith frequentò la Kentucky Country Day School a Louisville, Kentucky. Nel 2013, durante il suo ultimo anno, batté con una media di .528, realizzando 11 fuoricampo e 36 RBI, oltre a registrare un record di 7–1 e un'ERA di 0.87 come lanciatore. Non venne selezionato nel draft MLB del 2013 e si iscrisse all'Università di Louisville, dove giocò a baseball. Nel 2015 giocò con i Brewster Whitecaps della Cape Cod Baseball League. Nel 2016, durante la sua stagione da junior, registrò una media battuta di .382/.480/.567 con sette fuoricampo e 43 RBI in 55 partite. Dopo il suo anno da junior, fu selezionato dai Los Angeles Dodgers nel primo turno del draft MLB 2016. Smith firmò il 17 luglio 2016, ottenendo un bonus alla firma di 1,775 milioni di dollari.
Smith iniziò la sua carriera professionale con gli Ogden Raptors nella Pioneer Baseball League e fu rapidamente promosso ai Great Lakes Loons (Classe-A) della Midwest League. Giocò sette partite per Ogden, 23 per Great Lakes e 25 per i Rancho Cucamonga Quakes della California League, con una media battuta combinata di .246. Nel 2017, fu nominato nell'All-Star team di metà stagione della California League. In 72 partite con i Quakes batté .232 con 11 fuoricampo e 43 RBI. Fu promosso ai Tulsa Drillers (Doppio-A) della Texas League a luglio, ma si fratturò la mano dopo essere stato colpito da una palla nel suo debutto con i Drillers, trascorrendo il resto della stagione nella lista degli infortunati. Nel 2018 si divise tra Tulsa e gli Oklahoma City Dodgers (Triplo-A) della Pacific Coast League, con una media battuta di .233, 20 fuoricampo e 59 RBI.

### Los Angeles Dodgers
Smith iniziò il 2019 con gli Oklahoma City Dodgers, ma fu promosso per la prima volta in Major League il 27 maggio 2019. Debuttò il giorno successivo contro i New York Mets, registrando due valide su quattro turni alla battuta come catcher titolare. Il 1º giugno 2019 Smith realizzò il suo primo fuoricampo in MLB con un walk-off contro Héctor Neris dei Philadelphia Phillies. Il 23 giugno 2019 Smith colpì un altro walk-off, nello specifico un fuoricampo da tre punti nel nono inning contro i Colorado Rockies, segnando la terza vittoria consecutiva dei Dodgers con un walk-off di un rookie, stabilendo un record MLB. Dopo essere tornato brevemente nelle leghe minori, fu selezionato per l'All-Star Game della Pacific Coast League appunto nelle minors. In 62 partite con Oklahoma City nel 2019 batté .268 con 20 fuoricampo e 54 RBI. Smith venne richiamato nei Dodgers il 26 luglio per sostituire Austin Barnes come catcher titolare. Smith concluse la stagione 2019 con una media di .253/.337/.571 in 54 partite, con 15 fuoricampo e 42 RBI, ma ottenne solo una valida su 13 turni in battuta nelle National League Division Series contro i Washington Nationals, squadra che eliminò i losangelini.
Nella stagione 2020, accorciata a causa della pandemia, Smith giocò 37 partite con i Dodgers, battendo con una media di .289/.401/.579, con otto fuoricampo e 25 RBI. Durante la terza partita della National League Division Series (NLDS) del 2020 contro i San Diego Padres realizzò cinque valide. Il 16 ottobre, durante gara 5 delle National League Championship Series (NLCS), Smith divenne il primo giocatore nella storia della MLB ad affrontare un lanciatore con lo stesso nome in una partita di postseason, il lanciatore Will Smith degli Atlanta Braves. Smith dei Dogers realizzò un fuoricampo da tre punti che ribaltò il risultato. Nelle World Series del 2020 contro i Tampa Bay Rays, Smith totalizzò quattro valide su 24 turni alla battuta, incluso un fuoricampo in gara 2. Commise tuttavia un errore difensivo che decretò la sconfitta in gara 4. Nonostante ciò, i Dodgers vinsero la serie in sei partite, conquistando il titolo.
Nel 2021, alla sua terza stagione in MLB, Smith giocò 130 partite per i Dodgers con una media battuta di .258/.365/.495, stabilendo nuovi record personali con 25 fuoricampo e 76 RBI. Fu il catcher titolare in ogni partita dei Dodgers nella postseason. Rimase senza valide in tre turni di battuta nel Wild Card Game, ma ottenne sei valide, tra cui due fuoricampo, su 18 turni di battuta nella National League Division Series (NLDS) del 2021. Nella National League Championship Series (NLCS) perse contro gli Atlanta Braves realizzò quattro valide, incluso un fuoricampo, su 23 turni di battuta.
Nel 2022 Smith giocò 137 partite per i Dodgers, di cui 109 come catcher e altre 25 come battitore designato. Terminò la stagione con una media battuta di .260, 24 fuoricampo e 87 RBI.
Smith firmò poi un contratto di 5,25 milioni di dollari con i Dodgers nel suo primo anno di arbitrato salariale. Fu selezionato per il suo primo All-Star Game nel 2023. Durante quella regular season giocò 126 partite, battendo .261 con 19 fuoricampo e 76 RBI.
Smith iniziò il 2024 accettando un contratto di 8,55 milioni di dollari, un importo record per un catcher nel suo secondo anno di arbitrato salariale. Poi, il 27 marzo, firmò un'estensione contrattuale di 10 anni del valore di 140 milioni di dollari sempre con i Dodgers. Il 30 maggio contro i Mets colpì il suo 100º fuoricampo in carriera, diventando il quarto catcher nella storia della franchigia a raggiungere questa quota insieme a Roy Campanella (242), Mike Piazza (177) e Steve Yeager (100). Fu chiamato anche in questo caso a partecipare all'All-Star Game MLB, in quella che fu la sua seconda selezione. Smith nella regular season 2024 collezionò 128 presenze, registrando una media battuta di .248, il valore più basso della sua carriera, con 20 fuoricampo e 75 RBI.

## Palmarès

### Club
- World Series: 2

Los Angeles Dodgers: 2020, 2024

### Individuale
- MLB All-Star: 2

2023, 2024